# هانك شريدر
هنري «هانك» أر. شريدر هو شخصية خيالية من المسلسل الدرامي المعروض على قناة إيه إم سي بريكنغ باد «اختلال ضال» (بالإنجليزية: Breaking Bad)‏ وهو مسلسل منفصل عن «يستحسن أن تتصل بسول». مثل دور الشخصية دين نوريس وابتكرها فينس غيليغان. نال تطور شخصية هانك خلال تقدم المسلسل وأداء نوريس إشادات كثيرة.

## سيرة حياة الشخصية
هانك هو عديل الشخصية الرئيسية والتر وايت، وعميل في إدارة مكافحة المخدرات (دي إي إيه) في ألباكركي، نيومكسيكو. قاد طيلة المسلسل التحقيق حول طباخ الميثافيتامين «هايزنبرغ»، فكان غافل أن شخص المخدرات الأساسي المراوغ هو عديله. تعرض هانك أيضًا لتهديدات عديدة من عصابات مخدرات أخرى أثرت على صحة هانك الذهنية مع تقدم المسلسل، وبدأ في النهاية بأخذ إجراءات متطرفة لإيجاد «هايزنبرغ» والقبض عليه.

### خلفية
هانك هو عميل خاص يعمل مع الدي إي إيه، حيث تدرج في الرتب حتى أصبح المشرف على جميع التحقيقات التي يسيرها مكتبه في ألباكركي، تحت مراقبة مساعد العميل الخاص المسؤول (إيه إس إيه سي) جورج ميركت (مايكل شيموس وايلز) والعميل الخاص المسؤول رامي. زوجته هي ماري (بيتسي برانت)، ولم ينجبا أطفالًا. وهو مقرب من عائلة زوجته، آل وايت: والت، وزوجته (أخت زوجته) سكايلر (آنا غان)، وابنهما والتر جونيور (آر جي مت). على عكس والت دمث الأخلاق، كان هانك اجتماعيًا، وطموحًا، وحسب ما يبدو شجاعًا، تواقًا دائمًا لأخذ تحقيقات خطيرة من أجل تعزيز مسيرته لمهنية. على أي حال، فخلف صلابته وهدوئه الخارجيين، فإنه يكافح بعض نقاط الضعف لديه: توتّر عندما تعلق الأمر بالزواج بماري، ورغم طموحه إلا أنه يخاف الخروج خارج منطقته المريحة في العمل، يعود ذلك في الأصل إلى اضطراب ما بعد الصدمة الذي أصابه عند قتل توكو سالامنكا والصدامات الدموية اللاحقة خلال مداهمات المخدرات في إل باسو. يقوم هانك بتخمير بيرته في المنزل كهواية، والتي يدعوها بـ «شريدربروي -Schraderbräu». بعد تعرضه لإطلاق نار من أولاد عم سالامنكا، أمضى وقتًا من الجزء الرابع في جمع المعادن، الأمر الذي أزعج ماري كثيرًا.

### بريكنغ باد

#### الموسم الأول
ظهر هانك لأول مرة خلال حفلة عيد ميلاد والت الخمسين، حيث شاهد الحاضرون نشرة أخبار تغطي  اشتراك هانك في مداهمة ميثافيتامين محلية. يقبل والت عرض هانت بمرافقته إلى مداهمة ميث أخرى، وسُمح له بمعاينة معدات مخبر الميث. كان هدف هانك المنشود، جيسي بينكمان (آرون بول)، والذي استطاع الهرب قبل القبض عليه. يتخذ والتر لاحقًا من جيسي شريكًا له في عملية الميث، وهو طالب سابق عنده، ويدخل جانب الإنتاج في تجارة المخدرات في ألباكركي، باستخدام معرفته العلمية في طبخ ميث شديد الالنقاء لم يسبق له مثيل.
عند تأسيس والت منتجه على نطاق المخدرات المحلية، بدأ باستخدام اسم مستعار هو «هايزنبرغ». لفتت علامته «الميث الأزرق» انتباه الدي إي إيه، وبدأ هانك في التحري عن هايزنبرغ، غافل بالمرة أنه في الواقع يبحث عن عديله. يكتشف هانك أن المعدات المستخدمة في صناعة الميث تأتي من فصل دراسي في المدرسة الثانوية التي يدرس فيها والت، إلا أنه اعتقل بالخطأ بواب المدرسة.
في الحلقات الأولى من هذا الموسم، تكبر هانك بشكل متكرر على والت وسخر منه. على أي حال، عندما أخبر والت العائلة بإصابته بسرطان رئة غير قابل للاستئصال الجراحي، وعده هانك بالوقوف إلى جانبه، والاعتناء بوالتر الابن وطفلة والت التي لم تولد بعد في حال وفاته. واهتم أيضًا بوالتر الابن، محاولًا «إخافته مباشرةً» عندما ظن أنه يدخن المرجوانا.